# Jemtxújina
Jemtxújina (en ucraïnès: Жемчужина) és un poble de la República Autònoma de Crimea a Ucraïna, que el 2014 tenia 971 habitants. Pertany al districte de Nijnegorski.